# Бежо, Беренис
Берени́с Бежо́ (исп. Berenice Bejo; род. 7 июля 1976, Буэнос-Айрес) — французская киноактриса, обладательница премии «Сезар» (2012), номинантка на премии «Оскар» (2012), «Золотой глобус» (2012) и BAFTA (2012).
Наиболее известна по участию в фильмах «История рыцаря», «Агент 117: Каир — шпионское гнездо» и «Артист». После «оскаровского» триумфа «Артиста» на 66-м Каннском кинофестивале Бежо была удостоена приза за лучшую женскую роль в драме «Прошлое».

## Биография

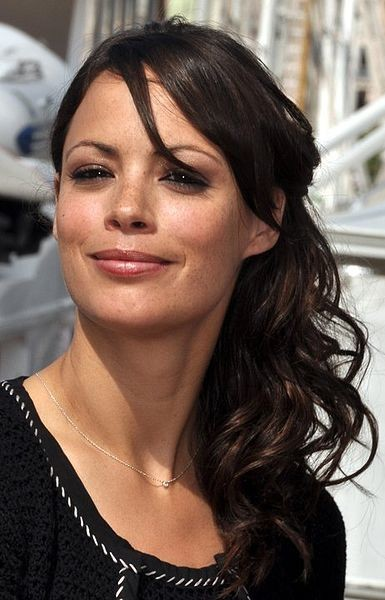
2011 год

Родилась 7 июля 1976 года в Буэнос-Айресе, Аргентина, в семье аргентинского кинорежиссёра Мигеля Бежо. Когда Беренис исполнилось три года, семья переехала во Францию.
Актёрский дебют Бежо состоялся в 1996 году, когда она сыграла Лоуренс во французском телефильме «Истории мужчин». Первая крупная роль в кино пришла к Бежо в 2000 году; актриса исполнила роль Летиции Рэнс в драме Жерара Жюньо «Самая многообещающая актриса», за что удостоилась положительных отзывов от мировых кинокритиков и была номинирована на премию «Сезар» в категории «Наиболее перспективная актриса». В 2002 году, во время президентских выборов во Франции, поддерживала Лионеля Жоспена.
В 2011 году Беренис Бежо снялась в немой комедии своего мужа Мишеля Хазанавичуса «Артист», где её партнёром по съёмочной площадке был Жан Дюжарден. Фильм был благоприятно воспринят большинством мировых кинокритиков и собрал множество призов и наград. Сама Бежо была номинирована на премии «Оскар», «Золотой глобус», Гильдии киноактёров США и BAFTA. В декабре 2012 года вошла в «ТОП-20 женщин года» по версии французской газеты Le Figaro.
Роль француженки Мари в драме иранца Асгара Фархади «Прошлое» принесла актрисе приз за лучшую женскую роль 66-го Каннского кинофестиваля.
Беренис Бежо замужем за французским кинорежиссёром Мишелем Хазанавичусом. У неё двое детей: сын Люсьен (родился в 2008 году) и дочь Глория (2011).

## Фильмография
| Год  |    | Русское название                   | Оригинальное название                  | Роль                    |
| ---- | -- | ---------------------------------- | -------------------------------------- | ----------------------- |
| 1996 | тф | Истории мужчин                     | Histoires d'hommes                     | Лоуренс                 |
| 1996 | ф  | Сёстры Гамлета                     | Les soeurs Hamlet                      | Карин                   |
| 1996 | с  | Любовь случится заново             | L'@mour est à réinventer               | девушка                 |
| 1997 | с  | Джули Леско                        | Julie Lescaut                          | Лила                    |
| 1997 | с  | Женщина-судья                      | Le juge est une femme                  | Рафаэль Фове-Коломбин   |
| 1999 | с  | Все вместе                         | Un et un font six                      | Софи                    |
| 1999 | тф | Сапажу против сапажу               | Sapajou contre Sapajou                 | Эмма Вердье             |
| 2000 | ф  | Страсть                            | Passionnément                          | Фаустин                 |
| 2000 | ф  | Пленница                           | La captive                             | Сара                    |
| 2000 | ф  | Самая многообещающая актриса       | Meilleur Espoir féminin                | Летиция Рэнс            |
| 2000 | с  | Спасение                           | Sauvetage                              | Валентайн               |
| 2001 | ф  | История рыцаря                     | A Knight's Tale                        | Кристиана               |
| 2002 | с  | Головокружение                     | Vertiges                               | Марго                   |
| 2002 | ф  | 24 часа из жизни женщины           | 24 heures de la vie d'une femme        | Оливия                  |
| 2003 | ф  | В красный закат                    | Dans le rouge du couchant              | девушка на лодке        |
| 2003 | ф  | Диссонансы                         | Dissonances                            | Марго                   |
| 2004 | ф  | Большая роль                       | Le grand rôle                          | Перла Куртц             |
| 2005 | ф  | Кавалькада                         | Cavalcade                              | Манон                   |
| 2006 | ф  | Агент 117: Каир — шпионское гнездо | OSS 117: Le Caire, nid d'espions       | Лармина Эль Акмар Бетуч |
| 2006 | тф | Облака                             | Nuages                                 | Сесиль Марсак           |
| 2007 | ф  | 13 квадратных метров               | 13 m²                                  | Софи                    |
| 2007 | ф  | Дом                                | La maison                              | Хлои                    |
| 2008 | тф | Его причина быть                   | Sa raison d'être                       | Фабьенна                |
| 2008 | ф  | Современная любовь                 | Modern Love                            | Эльза                   |
| 2008 | ф  | Прощальный букет                   | Bouquet final                          | Клэр                    |
| 2010 | ф  | Добыча                             | Proie                                  | Клэр                    |
| 2011 | ф  | Артист                             | The Artist                             | Пеппи Миллер            |
| 2012 | ф  | Любовь на кончиках пальцев         | Populaire                              | Мари Тейлор             |
| 2013 | ф  | Ограм на счастье                   | Au bonheur des ogres                   | тётя Юлия               |
| 2013 | ф  | Прошлое                            | Le Passe                               | Мари Бриссон            |
| 2014 | ф  | Последний бриллиант                | Le dernier diamant                     | Джулия                  |
| 2014 | ф  | Поиск                              | The Search                             | Кароль                  |
| 2015 | ф  | Детство лидера                     | The Childhood of a Leader              | Мать                    |
| 2016 | ф  | Семейный бюджет                    | L'économie du couple                   | Мари                    |
| 2016 | ф  | Вечность                           | Éternité                               | Габриэль                |
| 2017 | ф  | Молодой Годар                      | Le redoutable                          | Мишель Розьер           |
| 2018 | ф  | Невероятные приключения Факира     | The Extraordinary Journey of the Fakir | Нелли Марней            |
| 2020 | ф  | Папина дочка                       | Le prince oublié                       | Клотильда               |
| 2022 | ф  | Убойный монтаж                     | Coupez!                                | Надя                    |
| 2023 | ф  | Расскажи мне кино                  | La contadora de películas!             | Мария Магнолия          |
| 2023 | ф  | Другой выход                       | Another End)                           | Эбе                     |